# Вольбольд, Керстин
Керстин Вольбольд (нем. Kerstin Wohlbold; род. 11 января 1984, Фридрихсхафен) — немецкая гандболистка, играющая на позиции левой крайней (или центральной защитницы) в клубе «Тюрингер».

## Биография
Гандболом занялась в возрасте 4 лет, играла за команду «Клуфтерн» в течение 10 лет. До 2000 года выступала за клуб «Фишбах», позднее два года провела в австрийском «Дорнбирн-Шорен», с которым в сезоне 2001/2002 заняла 4-е место, а также сыграла в еврокубках два раза. В 2002 году вернулась в Германию. Выступала за «Алленсбах», в сезоне 2005/2006 стала лучшим бомбардиром Второй бундеслиги. В сезоне 2006/2007 выступала за «Нюрнберг», выиграв с ним чемпионат Германии, защитила титул и на следующий сезон. После банкротства клуба ушла в «ПроВитал» из Бломберг-Липпе, с сезона 2010/2011 играет за «Тюрингер». В составе тюрингского клуба выиграла чемпионат страны в 2011, 2012 и 2013 годах, а также кубок в 2011 и 2013 годах. В сборной дебютировала 21 апреля 2011 в матче против Испании, в 55 играх забила 103 гола.